# Léon Chédeville
Léon Chédeville est un sculpteur français né à Rosay le 22 septembre 1851 et mort à Paris (14e arrondissement) le 1er février 1883.

## Biographie
Léon Chédeville est né à Rosay (Eure). Il est élève de Villeminot et de Aimé Millet. Il obtient en 1869 le grand prix de l'Union centrale. En 1875, il épouse Maria Léonie Sauvageot, fille de Claude Sauvageot, frère de l'architecte Louis Sauvageot. Léon Chédeville devient l’un des principaux collaborateurs de Sauvageot, travaillant au décor des constructions rouennaises et sur les principaux chantiers de restauration normands. Il réalise ainsi le fronton de la façade du musée des Beaux-Arts de Rouen côté rue Jean-Lecanuet, ainsi que des ornements au Théâtre des Arts de Rouen. Il expose régulièrement aux Salons, de 1875 à 1882. Il est l'auteur d'un vase décoratif en bronze qui orne l'escalier de la mairie du 13e  arrondissement.
Il meurt à Paris, le 1er février 1883 à l'âge de 32 ans,. Il habitait alors, 16, rue Delambre.

## Œuvres

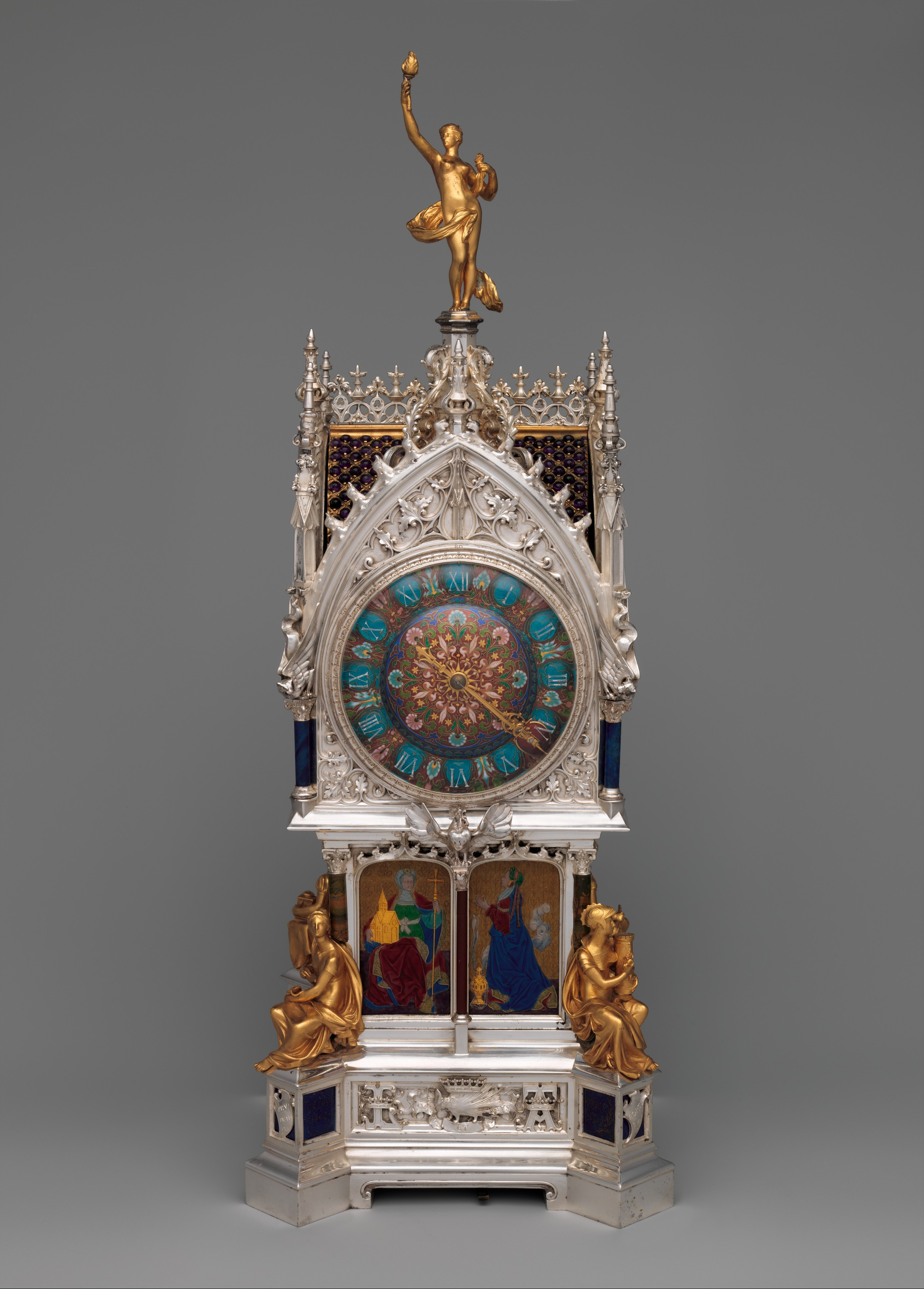
Léon Chédeville et Lucien Falize. Horloge (1881). New York, MET.

- Jean-Baptiste Chédeville, grand-père de l'artiste, mort en 1874. Médaillon en bronze. Diam. 0m20. Signé et daté de 1874. Cimetière Montparnasse.
- Portrait de M. D... Médaillon en plâtre. Salon de 1875 (no 2946).
- Mlle S... Buste en plâtre. Salon de 1875 (n° 2947).
- Bianca. Statuette en bronze. Salon de 1876 (n° 3168).
- Portrait du jeune André N... Buste en terre cuite. Salon de 1876 (n° 3169).
- Portrait du jeune Charles E... Buste en plâtre teinté. Salon de 1877 (no 3651).
- Un vase décoratif. Bronze (année 1877). H. 1 m60. Escalier de la mairie du 13e arrondissement. La préfecture de la Seine a payé 2.500 francs le modèle en plâtre fondu en bronze par Victor Thiébaut pour 2.000 francs.
- Portrait de M. J. Martin. Médaillon en terre cuite. Salon de 1878 (n°4123).

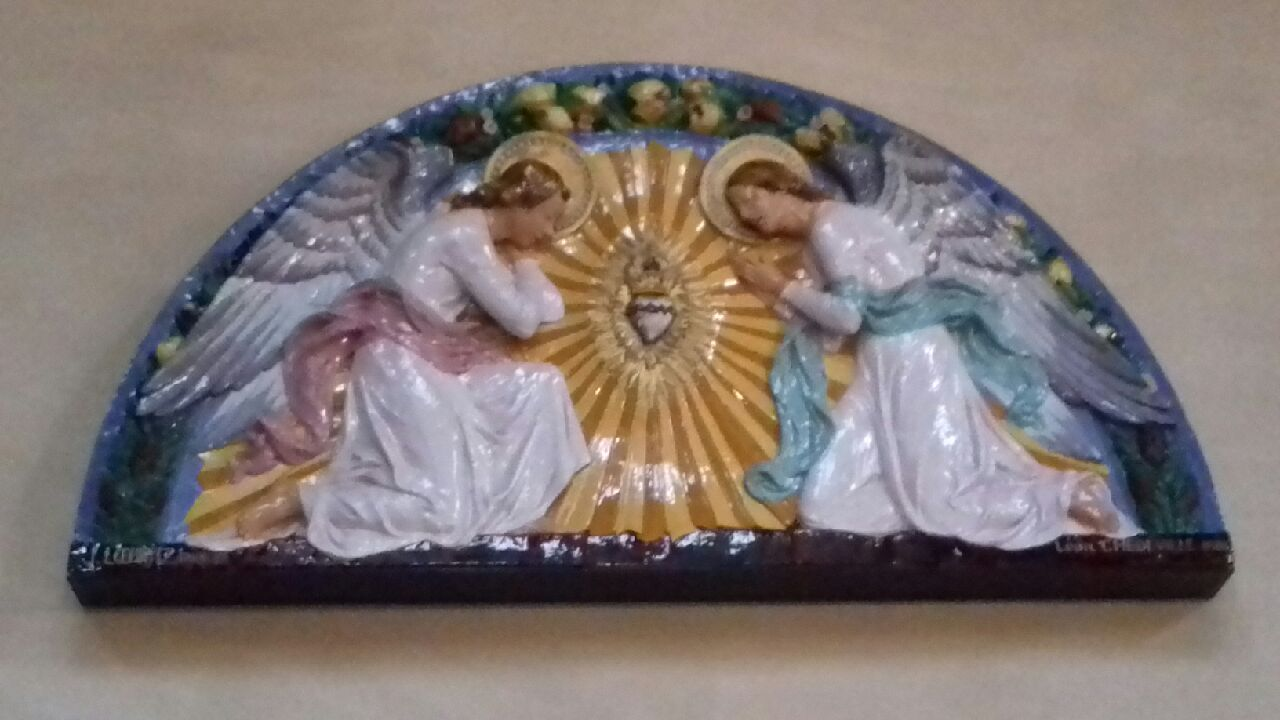
Léon Chédeville et Jules Paul Loebnitz. Deux Anges adorant le Sacré-Cœur (1881). Paris, église Notre-Dame-de-la-Croix de Ménilmontant.

- Un cithariste. Statue en plâtre. Salon de 1879 (n° 4886).
- M. Eugène C... Buste en plâtre teinté. Salon de 1879 (n° 4887).
- Mme A. T... Buste en marbre. Salon de 1880 (n° 6189).
- Portrait du petit Eugène C... Buste en marbre. Salon de 1880 (n° 6190).
- Jeanne. Buste en plâtre. Salon de 1881 (n° 3727).
- Horloge. Avec Lucien Falize, 1881. New York, MET. Cette horloge a été faite pour Alfred Morrison[8].
- Deux anges adorant le Sacré-Cœur. Plaque réalisée par le faïencier Jules Paul Loebnitz, 1881. Paris, église Notre-Dame-de-la-Croix de Ménilmontant.
- Nègre. Buste. Salon de 1882 (n° 4212). Appartenait à M. Aumont-Thiéville.
- Alfred Lamer, Médaillon en bronze. Signé et daté de 1877. Cimetière monumental de Rouen.